# 高樹陽子
高樹 陽子（たかぎ ようこ、1967年3月23日 - ）は、日本の元AV女優。東京都出身。
身長：160cm　スリーサイズ：B:82、W:59、H:84。

## 略歴・人物
- 1986年に『旅情』でAVデビュー。ロマンポルノの終焉期ににっかつロマンポルノの作品にも出演をした。またアダルトビデオの創生期に数多く出演を果たした人気AV女優の1人でもあった。1989年にアダルトビデオから引退している。またDVD化も動画化もあまりされていないAV女優の1人である。
- 趣味:音楽鑑賞

## 作品

### アダルトビデオ
1986年
- 旅情（宇宙企画 US-09）

1987年
- ルージュのささやき 時間に抱かれて（5月10日、ホップビデオ）
- 19歳 恥かしい目覚め（5月10日、にっかつビデオフィルムズ）
- 暗くなるまで待てない（5月15日、JVD）
- 陽炎 かげろう（6月10日、アリスJAPAN）
- セクシー・ハンター 性魔の微笑 中沢慶子＆高樹陽子（7月25日、にっかつビデオフィルムズ）
- 笑体常 4（8月28日、希宝舎）
- 涙色の微笑（9月5日、新東宝）
- 再会（10月5日、フェニックス）
- 女狐 美人キャスター・サクSEXストーリー（10月5日、h.m.p/芳友舎）
- サンセット・ドリーム（11月15日、大陸書房）＊イメージビデオ
- 背徳の天使（11月25日、ミス・クリスティーヌ）
- 三人娘 第2弾（総集編）超デラックス版（12月1日、VCA）…他出演：中沢慶子・青木祐子
- 熟れる陽子（12月3日、宇宙企画）
- 心の色見えますか（宇宙企画　US-13）
- フロムエクスタシー（新東宝 P-51）
- 告白（新東宝 P-45）
- これが最後の私 ラストヌード（VCA VC-009）
- セーラー服 性春（ファイブスター FV-8616）
- 教えてあげる（現映社）
- 淫・媚・テーション BLUE PARTY（夜ふかし倶楽部）
- 淫乱の栄（ゴールデンファイブ GF-010）…他出演：森川ゆか
- 夏・おもいっきり・陽子（希宝舎/シャリオ CK-1021）
- チョット辛口 ドライな女（プラネット社 SL-001）

1988年
- 凌辱交錯 トライアングルブルー 立原友香＆高樹陽子（1月25日、にっかつビデオフィルムズ）
- セクシーメイツ VOL.2 マングリSAMBA（1月25日、アテナ映像）…他出演：柳沢まゆみ・冴島奈緒・木下絵里花・新田恵美 他
- 愛して愛して…（2月1日、ファイブスター FV-8637）
- マン開! すけべ絵巻（3月15日、JVD）…他出演：立原友香 東山絵美 他
- セクシーバイオレンス（3月25日、アリスJAPAN）
- セクシーメイツ Vol.4 KOMAN艶ジェル（4月25日、アテナ映像）…他出演：柳沢まゆみ・冴島奈緒・木下絵里花・新田恵美 他
- 性獣トライアングル 2 牡と牝のカーニバル（5月15日、アリスJAPAN）…他出演：小林ひとみ・朝吹麻耶
- ベスト・ヒット・フェニックス 乱舞（5月28日、フェニックスビデオ）全7名
- 犯＜リフレックス＞写（7月10日、にっかつビデオフィルムズ）…共演：藤沢まりの
- 妖艶西遊記 急の巻（8月10日、にっかつビデオフィルムズ SP-032）…共演：白木麻弥・風間零 他
- 秋色のエチュード（9月5日、ロイヤルアート/パリス）
- セクシーメイツ いんらんパフォーマンス バージョン（10月15日、アテナ映像）…他出演：柳沢まゆみ・冴島奈緒・木下絵里花・新田恵美 他
- 高樹陽子 スペシャル 女の涙は本能か?（12月1日、出版サービスセンター/パワースポーツ PS-61）＊イメージビデオ
- スキャンダルメモリー（ビジョン VP-102）
- ママはアダルト（アリーナ CS-45）…他出演：森川夏美
- ウォンテッド-2 肉体語録（新東宝 Z-03）…他出演：中沢慶子・速水舞・椿まり 他
- 危険な香りの女たち 2（ホップビデオ HS-002）…他出演：	立原友香・百瀬まりも・篠宮とも子 他
- 秘宝館パート 2（パピヨン PS-07）…他出演：東山絵美・百瀬まりも・中里レイ 他
- 1000％エクスタシー 2（コロナ社）…他出演：早見瞳・前原祐子・浅間るい 他
- 笑体常 スパークリング・スペシャル 8（1991 BASTET PROJECTS BPS-1003）…他出演：中沢慶子・田中ミカ・高杉レイ
- フェチマドンナ 7 part1（ファイブスター FV-8677）…他出演：斉藤唯・東清美・中沢慶子 他
- 求愛パフォーマンス（ペパーミント）

1989年
- ヴァナナベイビー 東京恋慕 （8月25日、ジャパンホームビデオ）…他出演：日向まこ
- どれい妻（オリジナル・シナリオ:団鬼六）（芳友舎 HGS-012）…他出演：井上美樹・加納妖子・斉藤ちあき 他
- 監禁レイプ24 廻（まわし）（コロナ社 CS-1177）
- 悶絶腰まくら（ルナ・エンタープライズ）
- ザ・ベスト・オブ発射スペシャル 4（シネマサプライ/アリーナ CS-61）…他出演：美穂由紀・御藤静・仲村梨沙・沖田ゆかり 他

1990年
- 宇宙からの贈りもの 君は何人知っている? 39人の美少女登場!（1月18日、英知出版）他出演:小森愛、渡瀬ミク、伊藤さやか、葉山みどり、秋元ともみ、竹下ゆかり、松本まりな 他
- 監禁レイプ24 スペシャル 1（コロナ社 CS-1316）…他出演：麻宮千聖・冴島奈緒・前原祐子 他
- 燃えつきて（ピューマ企画 PM-020）

1991年
- 男たちにパラダイス 昇天篇（イメージボックス CA-07）…他出演：小林ひとみ、立原友香 他
- サクセス･ウーマンギア 幼稚な撮影者（桜っ子 TN-1006）＊「宮寺恵」名義

1993年
- スキャンダル日記（1月、テー・ピー・エス）
- エロティック・ゴーストストーリー 天空”四十八手”決戦（6月25日、イメージファクトリー）＊香港映画「エロティック・ゴーストストーリー ／天空四十八手決戦」のDVD版

1994年
- 貴方の良さを知りました（VISUAL ONE）

1999年以降
- リメークロマンシリーズ 高樹陽子コレクション（1999年12月31日、グラフィティジャパン）
- フェアエストRemixⅢ（2001年11月6日、グラフィティジャパン）…他出演：小林ひとみ・林由美香・美穂由紀・松本まりな 他
- アリスJAPAN 2002（2001年12月7日、アリスJAPAN）…他出演：小林ひとみ・竹下ゆかり・中川えり子・青木祐子・中澤慶子 他 全30名
- 女子校生20年史 Deluxe 2（2004年9月10日、ファイブスター）…他出演：浜田ルミ・小沢奈美・水樹綾乃・五島めぐ・後藤えり子 他
- BEST OF LEGEND 村上麗奈＋（2006年7月14日、デジタルバンク）…他出演：村上麗奈・鮎川真理 他
- 高樹陽子 Memories（2007年2月28日、ロイヤルアート）
- どれい妻、女狩り（2007年10月31日、ビデオバンク）＊「どれい妻／高樹陽子」「女狩り 快楽ハンター／叶順子」を収録
- Legend Plus VOL.7（2008年1月25日、エー・エス・ジェイ）…他出演：高橋めぐみ・東清美 ＊「誰かが私を…/高橋めぐみ」「夏 おもいっきり陽子/高樹陽子」「夏の想い出 尻下がりの情事/東清美」を収録
- Legend Special VOL.60（2011年8月19日、エー・エス・ジェイ）＊「教えてあげる」「秋色のエチュード」「スキャンダル日記」を収録

発売年不明
- エクスタシー 7 快感の宴（新映和プロモーション）VHS …他出演：北川聖良・早瀬沙樹・東清美 他
- ぬくもりの果実（ステーション・ベガ）VHS
- 男狂い（貴族院）VHS
- 誘惑の熱い瞳（RYDEEN RD-10）VHS
- BAD! 危ないオンナ（ウィング）VHS
- 滝登り滝降り（ビューティ工房）VHS
- 失神症候群（パールメイト）VHS
- 性の快楽（アスカ）VHS
- 淫人魚姫 夜ふかし突撃編（夜ふかし倶楽部）VHS …他出演：中沢慶子
- LiP STiCK 6　ピンピンCLUB（リップスティック PP-06）VHS …他出演：大友由香･榊ひろみ
- 夢心・波の音（ユートピア UK-05）VHS

## 出演

### 映画（日活ロマンポルノ）
- 痴漢サギ師 まさぐる指先（1987年9月19日公開、にっかつ）監督:藤浦敦 - 沙弥加 役[3]
- 中沢慶子VS高樹陽子 タブルオーガズム（1987年11月21日公開、にっかつ）監督:山科明人[4]
- シンデレラ・エクスタシー 黒い瞳の誘惑（1988年2月27日公開、にっかつ）監督:川崎善広 - シーラ 役[5]
- ラスト・キャバレー（1988年4月23日公開、にっかつ）監督:金子修介 - 秋月由紀 役[6]
- ベッドパートナー（1988年5月28日公開、にっかつ）監督:後藤大輔 - 白石由美子 役[7]

### 映画（日活ロマンポルノ　以外）
- び・ん・か・ん（1988年3月5日公開、ミリオン・フィルムズ）監督:石川欣
- エイリアンSEX 夢性（1988年10月8日公開、エクセス・フィルム）監督:佐藤高博[8]
- とっておき Virgin Love! 童貞物語 3（1989年1月28日公開、東映クラシックス）監督:福岡芳穂[9]
- 悲しきヒットマン（1989年9月9日公開、東映）監督:一倉治雄 - アケミ 役[10]
- はぐれ刑事純情派（1989年11月18日公開、東映）監督:吉川一義 - 学生風の女 役[11]
- ふうせん（1990年5月12日公開、東映）監督:井上眞介 - 劇団員A 役[12]
- 激動の1750日（1990年9月15日公開、東映）監督:中島貞夫 - ナツミ 役[13]
- 遺産相続（1990年10月20日公開、東映）監督:降旗康男 - 女性客 役[14]
- エロティック・ゴースト・ストーリー／天空四十八手決戦（劇場未公開、1992年香港映画）監督:イーフン・ラム ＊現地タイトル「聊斎花弄用」[15]

### Vシネマ・オリジナルビデオ
- Hなビンビン大作戦!!（1992年9月25日、ケイエスエス）監督:下村芳樹 [16]

### テレビドラマ
- ビキニライン殺人事件（1988年9月24日、テレビ朝日系・土曜ワイド劇場）
- 離婚・恐婚・連婚（1990年10月31日、日本テレビ・水曜グランドロマン）

## 出版

### 写真集
- ベッピン文庫 センチメンタル陽子（1987年7月25日、撮影：西田幸樹、英知出版）ISBN 9784754230081
- GAL’S VIDEO COLLECTION 業界初 ビデオアイドル名鑑 姫宮めぐみ・立原友香・高樹陽子・桂木麻也子 他（1987年8月15日、三和出版）
- 高樹陽子写真集 涙色の微笑（1987年9月5日、撮影：中川秀樹、近代映画社 近映文庫）ISBN 9784764814493
- 高樹陽子写真集 夢色季節（1988年4月14日、撮影：山木隆夫、大陸書房）ISBN 9784803313574
- 高樹陽子写真集 ときめき日記（1988年6月14日、撮影：山本隆夫、ピラミッド社 ピラミッド写真文庫）ISBN 9784803315080
- 高樹陽子写真集 LIAISON -フォトスナイパー13（1988年9月30日、撮影：高橋稚郎、ミリオン出版）
- 美少女ランジェリー写真集 天使たちのランジェリー 冴島奈緒・葉山みどり・高樹陽子・牧本千幸 他（1989年5月15日、英知出版）

### 雑誌
- WEEKLY 平凡パンチ 1987年3月12日号、9月17日号、1988年2月11日号、7月21日号（平凡出版）
- デラべっぴん 1987年3月号、11月号（英知出版）
- ビデオボーイ 1987年4月号、7月号（英知出版）
- WEEKLY プレイボーイ 1987年5月26日号、10月20日号、11月3日号、1988年5月10日号（集英社）
- ベストカメラ 1987年6月号、1988年1月号（少年画報社）
- 熱烈投稿 1987年6月号（少年出版社）
- VIDE PAL 1987年7月号（フロム出版）
- ザ裏マガジン 1987年7月号（コバルト社）
- ビデオ THE ワールド 1987年8月号（白夜書房）
- バナナ通信 1987年8月号（ラン出版）
- ザ・ナイスMAGAZINE 1987年8月号（司書房）
- オレンジ通信 1987年9月号（東京三世社）
- スーパー写真塾 1987年9月号（少年出版社）
- EIGA LAND 1987年10月号（近代映画社）
- 魅惑のランジェリー 1987年12月号、1988年11月号（光彩書房）
- アップル通信 1987年12月号（三和出版）
- 下着ファッション 1988年1月号、4月号（光彩書房）
- URECCO 1988年3月号（ミリオン出版）
- ACTRESS 1988年4月号、5月号（リイド社）
- GAL HUNTER 1989年7月号（コバルト社）
- ランジェリー・コレクション No.5（1990年1月15日、光彩書房）
- マニア倶楽部 デラックス VOL.6（1990年6月15日、三和出版）